# Bandera de Ribadedeva
La bandera de Ribadedeva (Asturias) es rectangular, de un largo equivalente a 3/2 el ancho. Es azul, con el cantón blanco, en el que se incluye el escudo del concejo.
- Datos: Q5718722